# مرکز تحقیقات تعاملی پایداری

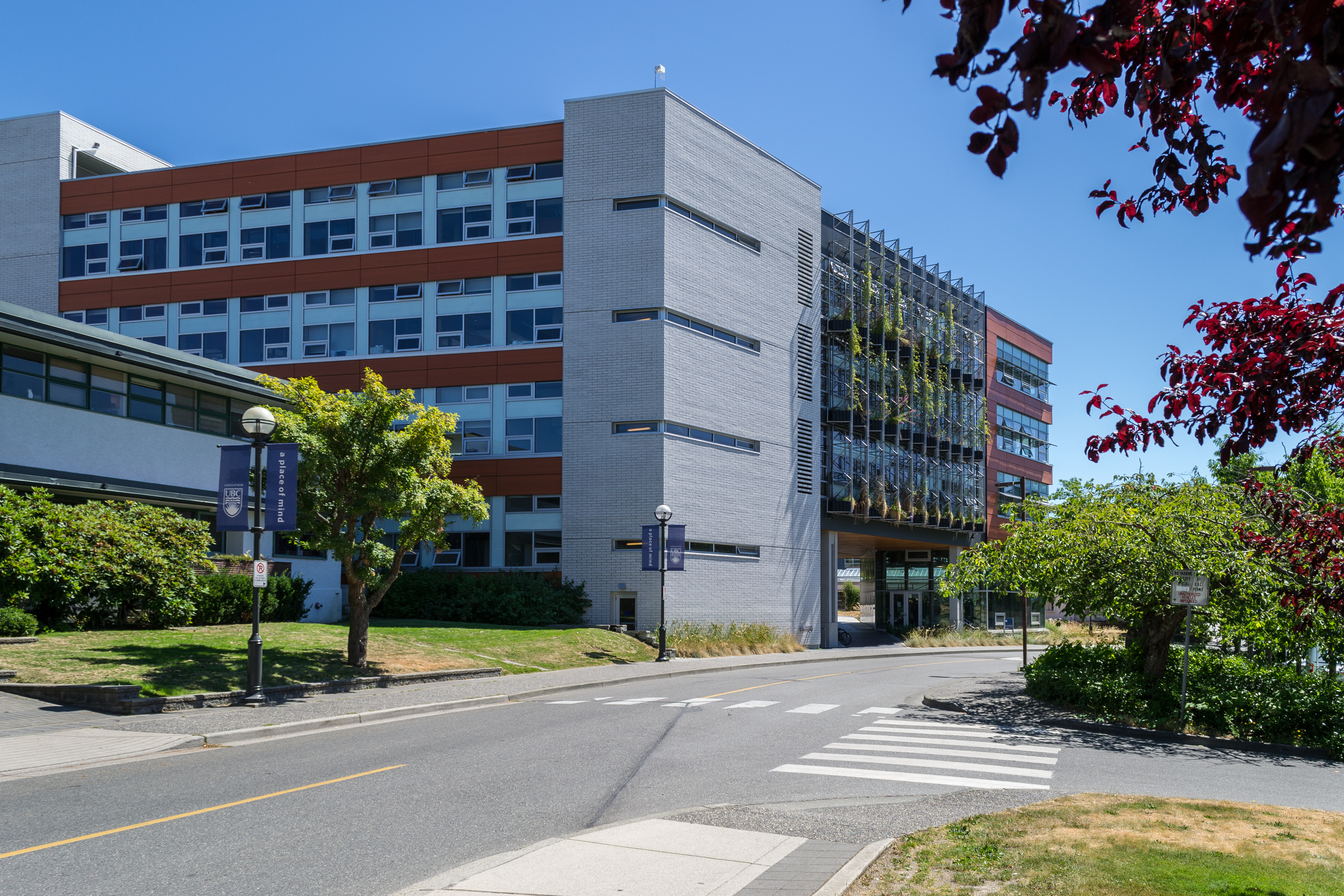
ساختمان مرکز تحقیقات تعاملی پایداری

مرکز تحقیقات تعاملی پایداری (سی. ای.آر. اس) مرکز تحقیقات تعاملی در حوزه پایداری در پردیس پوینت گری دانشگاه کلمبیا در ونکوور کانادا واقع است. این مرکز به تحقق همکاری‌های پژوهشی و گسترش آن در زمینه پایداری شهری اختصاص یافته‌است. این ساختمان به‌طور رسمی در نوامبر ۲۰۱۱ افتتاح شد.
چشم‌انداز سی.ای.آر. اس رسیدن به نوآورانه‌ترین شاهکارهای معماری در شمال آمریکا و پذیرفته شدن به عنوان پیشرو در جوامع بین‌المللی در تسریع انطباق هر چه بیشتر ساختمان‌های پایدار و تجارب شهری است.

## ویژگی‌های کلیدی
برخی از ویژگی‌های کلیدی:
- کاستن ۶۰۰ تن دی‌اکسید کربن از سازه
- کاهش انرژی مصرفی محوطه دانشگاه حدود ۲۷۵ مگاوات-ساعت در سال
- تأمین صددرصد آب از باران
- کاهش انتشار دی‌اکسید کربن محوطه دانشگاه حدود ۱۵۰ تن در سال

## مأموریت
توسعه راه حل‌های فنی کاربردی در مصالح ساختمانی و ارائه طرح تجاری سازی مشارکتی
ترکیب دانش تخصصی و ارزش‌های عمومی و ترجیح و تقدم پژوهش در راه‌های رسیدن به جامعه پایدار
همکاری با سازمان‌های خصوصی، عمومی و غیردولتی مشارکتی در راستای ایجاد خط مشی اصلی و تصمیمات تجاری برتر جهت توسعه پایدار شهری

## اهداف
پیشرو و رهبر بودن در عرصه بین‌المللی در سه حوزه مهم از پژوهش‌های پایداری: تکنولوژی، ارتباطات، مشارکت و تغییر رفتار و سیاست و سرمایه‌گذاری
ایجاد فرایند واقعی در پایداری در منطقه و تبدیل پردیس یو بی سی به یک میدان آزمایش برای منابع انرژی و تکنولوژی‌های تجدید پذیر
تبدیل شدن به پرورشگاهی برای فناوری‌های پایداری و سرمایه‌گذاری بر روی پتانسیل فرصت‌های هنگفت صادراتی برای ورود به بازار جهانی تریلیونی زیرساخت‌های شهری

## تاریخچه
سی.ای.آر. اس در سال ۲۰۰۰. م توسط پروفسور جان رابینسون بنیان‌گذاری شد و توسط پیتر باسبی که در طراحی ساختمان‌های سبز سرآمد بود طراحی شد.
آن‌ها سازمانی تشکیل دادند و به دنبال یافتن شرکای مستعد آلبرتو کیلو به عنوان مدیر برنامه به گروه ملحق شد.
زمانیکه بودجه و کانسپت تعیین شد، محل انتخاب شد
پس از تصمیم سازی در زمینه بودجه و کانسپت، مکان انتخاب شد. ابتدا قرار شد در محوطه پوینت گری احداث گردد اما چون سی ای ار اس یک پروژه بین موسساتی (دانشگاه یو بی اس بریتیش کلمبیا پروژه‌های مشارکتی باتفاق دانشگاه سایمون فریزر و انستیتوی تکنولوژی بی سی و دانشگاه هنر وطراحی امیلی کار را رهبری می‌کند) بود به نظر رسید که گریت نورتن وی محل بهتری باشد.
در راستای وصول به چنین ایده‌ای ارتباط بین موسساتی موقعیت جدید بایستی دامنه و وسعت خود را گسترش می‌داد.
در سال ۲۰۰۸ به علت تأخیر در زمان اجرای پروژه به دلیل پیچیدگی ساخت محوطه نورترن گریت تصمیم به بازگشت سی ای ار اس به پردیس پوینت گری یو بی اس گرفته شد. گرچه اکنون یو بی اس مالک سی ای ار اس است سایر موسسات به طرق دیگر با آن مشارکت دارند.
ساخت و ساز در سال ۲۰۰۹ با حفاری و اجرای فونداسیون در ۶ ماهه اول شروع و در اگوست ۲۰۱۱ ساختمان تکمیل شد.

## محاسن ساختمان
سیستم‌های سازه
سی ای ار اس از چوب ساخته شده که منافع گوناگونی از جمله کاهش صذمات زیست‌محیطی، سلب کربن، کمک به کاهش مشکلات زیست‌محیطی، آوردن گرما به فضای داخل ساختمان و نیز به حداکثر رساندن نور روز و چشم‌انداز دارد.

## مصالح ساختمانی
ابتدایی‌ترین مصالح خارجی آجر سفید، شیشه شفاف، چوب و بتن با رنگ خنثی است. مزایای آن کاهش مصرف مصالح لیست قرمز، بهبود کیفیت هوای داخل ساختمان، کاهش اتلاف مصالح و کاهش انتشار کربن است.

## سیستم‌های انرژی
سی ای ار اس به یک شاهکار انرژی خالص مثبت دست یافت و مصرف کلی انرژی یو بی سی را بیش از یک میلیون میلو وات ساعت در سال کاهش داد.
سیستم انرژی به پروژه با نهیا کردن مقایسه بین فرایندهای مدلسازی انرژی منفعت می‌رساند و اجازه فرصت‌های بیشتر برای تحقیق و آزمایش را می‌دهد. الهام بخش رویکردهای جدید منابع و مصارف انرژی است، تقاضای گرما و تولید کربن توسط ساختمان‌های همجوار را کاهش داده و فرصت‌های را برای آموزش پیوسته مهیا می‌کند.

## سیستم آب باران
سی ای ار اس به‌طور کامل با جمع‌آوری آب باران و انبار کردن آن در مخزن صد متر مکعبی زیرزمین بنا آب خود را تأمین می‌کند. حدود ۱۲۶۶۰۰۰ لیتر آب باران در طول سال جمع‌آوری می‌شود و متوسط تقاضا در روز ۲۰۰۰ لیتر می‌باشد. مزایای سیستم آب قابل شرب باران، انتقال آگاهی، آموزش عمومی در مورد تأمین و مصرف آب، کاهش تقاضای آب قابل شرب، ترویج مدیریت سیلاب و مهیا کردن منبع آب آتش‌نشانی می‌باشد.

## آب بازیافتی
کل آب بازیافتی از ساختمان سی ای ار اس یا از سیستم فاضلاب است که در محل به وسیله سیستم خورشیدی آبزیان تصفیه شده و مورد استفاده مجدد در ساختمان برای فلاش تانک‌های دستشویی و آبیاری فضا و بام و دیوارهای سبز قرار می‌گیرد.
مزیت اصلی و مهم این سیستم آگاهی عموم و تعامل مردم در مشاهده امکانپذیری پایداری می‌باشد.

## روشنایی
صفحات باریک کف اجازه نفوذ نور از هر دو طرف ساختمان را می‌دهد. مزایای آن بهبود بخشیدن سلامت و آسایش ساکنین، ایجاد یک فضای دوستانه، کاهش مصرف و مخارج انرژی و فراهم کردن سطحی برای سلول‌های فتوولتائیک (مبدل نور به برق) است.

## تهویه
سی ای ار اس از یک سیستم ترکیبی که بیشتر از تهویه طبیعی غیرفعال بهره می‌برد استفاده می‌کند. دو واحد تهویه مکانیکی هوای تازه فیلتر شده را تأمین می‌کند، یکی برای تالار اصلی و دیگری برای سایر نقاط ساختمان. علاوه بر این پنجره‌های قابل استفاده دستی وجود دارند که جریان هما و کنترل دما را امکانپذیر می‌سازد. این سیستم مصرف انرژی را کاهش داده، ساکنین را با طبیعت پیوند داده و سلامتی آنها را بهبود می‌بخشد.

## شناخت عمومی
سی ای ار اس توسط بسیاری به عنوان سبزترین ساختمان آمریکای شمالی به رسمیت شناخته شده و یکی از سبزترین ساختمان‌های جهان است. اخیراً در سال ۲۰۱۳ برنده جایزه ساختمان سبز که توسط وود ورکز اعطا می‌شود، شده‌است.